# Hrvatsko primorje
Hrvatsko primorje je naziv za povijesno područje od istočnih granica Corpusa separatuma, odnosno od Rječine, do južno od Karlobaga, odnosno do naselja Tribanj-Krušćica (zaselak Mandalina) gdje počinje Dalmacija, za razliku od pojma hrvatsko primorje koji obuhvaća čitavo primorje Republike Hrvatske od Savudrije do rta Oštra. Naziv je nastao kao odgovor na termine Ugarsko primorje kada je spomenuto područje postalo jedini izlaz na more tadašnje Kraljevine Hrvatske i Slavonije u zajednici s Ugarskom unutar Austrijskog carstva, odn. Austro-Ugarske Monarhije. Danas je taj prostor administrativno podijeljen između tri županije, Primorsko  goransku (zapadni dio), Ličko-senjsku i Zadarsku županiju (Tribanj). 

## Geografija
Hrvatsko primorje se geografski dijeli u dvije cjeline, sjeverozapadni dio koji se stere od Novoga do Rječine, a karakteriziraju ga niža brdovita kultivirana područja od kojih je najvažnija plodna Vinodolska dolina. Jugoistočni dio je uzak pojas uz more, podvelebitska krška golet, koja je strmim Velebitom odvojen od unutrašnjosti. Senjska vrata i planinski prevoj iznad Karlobaga su omogućili cestovnu povezanost s unutrašnjosti Hrvatske, a time i razvoj ta dva grada. H.p. prema unutrašnjosti graniči s Gorskim kotarom i Likom, a prema zapadu s Rijekom te prema istoku s Dalmacijom.
Ovo područje obuhvaćalo je gradove Bakar, Kraljevicu, Crikvenicu, Bribir, Novi Vinodolski i Senj.
Najvažniji grad je Senj, nekada najveći grad u Hrvatskom primorju koji gubi pomorski primat u 19. stoljeću u korist Rijeke. 
Između dva svjetska rata, nakon Rimskog ugovora 1924. u sastavu Hrvatskog primorja se nalazi i Sušak, koji se u to vrijeme razvijao u najznačajniji grad u tom dijelu Kraljevine SHS.
Nakon Drugoga svjetskog rata, Sušak i Rijeka 1948. postaju jedan grad - Rijeka, da bi kasnije u sastav općine Rijeka ušao i Bakar. 
Godine 1992. dolazi do osnivanja novih općina i gradova kojima Kostrena (istočni dio ex općine Rijeka) i Bakar postaju samostalne općine te se danas, zemljopisno ponovno smatraju dijelom Hrvatskog primorja.

## Poveznice
- Kvarnersko primorje
- Kvarnerski zaljev